# Liste der Nummer-eins-Hits in den Cash Box Charts (1993)
Diese Liste enthält alle Nummer-eins-Hits in den amerikanischen Cash Box Charts im Jahr 1993. Es gab in diesem Jahr 14 Nummer-eins-Singles.
| Singles |
| --- |
| - Whitney Houston – I Will Always Love You - 12 Wochen (19. Dezember 1992 – 12. März 1993, insgesamt 13 Wochen; → 1992) - Duran Duran – Ordinary World - 1 Woche (13. März – 19. März) - Whitney Houston – I’m Every Woman - 1 Woche (20. März – 26. März) - Snow – Informer - 2 Wochen (27. März – 9. April) - Whitney Houston – I Have Nothing - 3 Wochen (10. April – 30. April) - P. M. Dawn – Looking Through Patient Eyes - 3 Wochen (1. Mai – 21. Mai) - Janet Jackson – That’s the Way Love Goes - 8 Wochen (22. Mai – 16. Juli) - SWV – Weak - 2 Wochen (17. Juli – 30. Juli) - UB40 – Can’t Help Falling in Love - 8 Wochen (31. Juli – 24. September) - Mariah Carey – Dreamlover - 4 Wochen (25. September – 22. Oktober) - Billy Joel – River of Dreams - 1 Woche (23. Oktober – 29. Oktober) - Xscape – Just Kickin’ It - 1 Woche (30. Oktober – 5. November) - Meat Loaf – I’d Do Anything for Love (But I Won’t Do That) - 6 Wochen (6. November – 17. Dezember) - Janet Jackson – Again - 6 Wochen (18. Dezember 1993 – 21. Januar 1994) |